# Nuschelberg
Nuschelberg ist ein Gemeindeteil der Stadt Lauf an der Pegnitz im Landkreis Nürnberger Land (Mittelfranken, Bayern). Nuschelberg liegt in der Gemarkung Günthersbühl.

## Lage
Das Dorf liegt in einer Rodungsinsel auf einem Bergrücken. Im Westen wie auch im Süden fällt das Gelände zum Nüschwiesengraben ab, einem rechten Zufluss des Bitterbachs. Eine Anliegerstraße führt zur Kreisstraße LAU 14 bei Günthersbühl (0,7 km südlich).

## Geschichte

### Frühgeschichte
Östlich der Nuschelberger Anhöhe befindet sich eine Abschnittsbefestigung aus vorgeschichtlicher Zeit, welche auf eine frühgeschichtliche Besiedelung des Raumes schließen lässt.

### Mittelalter
Im 11. und 12. Jahrhundert wurden nördlich von Lauf ehemalige Reichswaldflächen gerodet und urbar gemacht. Am westlichen Rand dieser Rodungsinsel entstand die Siedlung Nuschelberg, welche geschützt auf einer kleinen Anhöhe lag. Der Weiler umfasste im Jahre 1275 zwei Höfe und den Lehenbesitz der Bayernherzöge. Die kleine Siedlung gehörte damals zu Günthersbühl, das von 1398 bis 1764 im Besitz der Nürnberger Patrizierfamilie Pfinzing war.

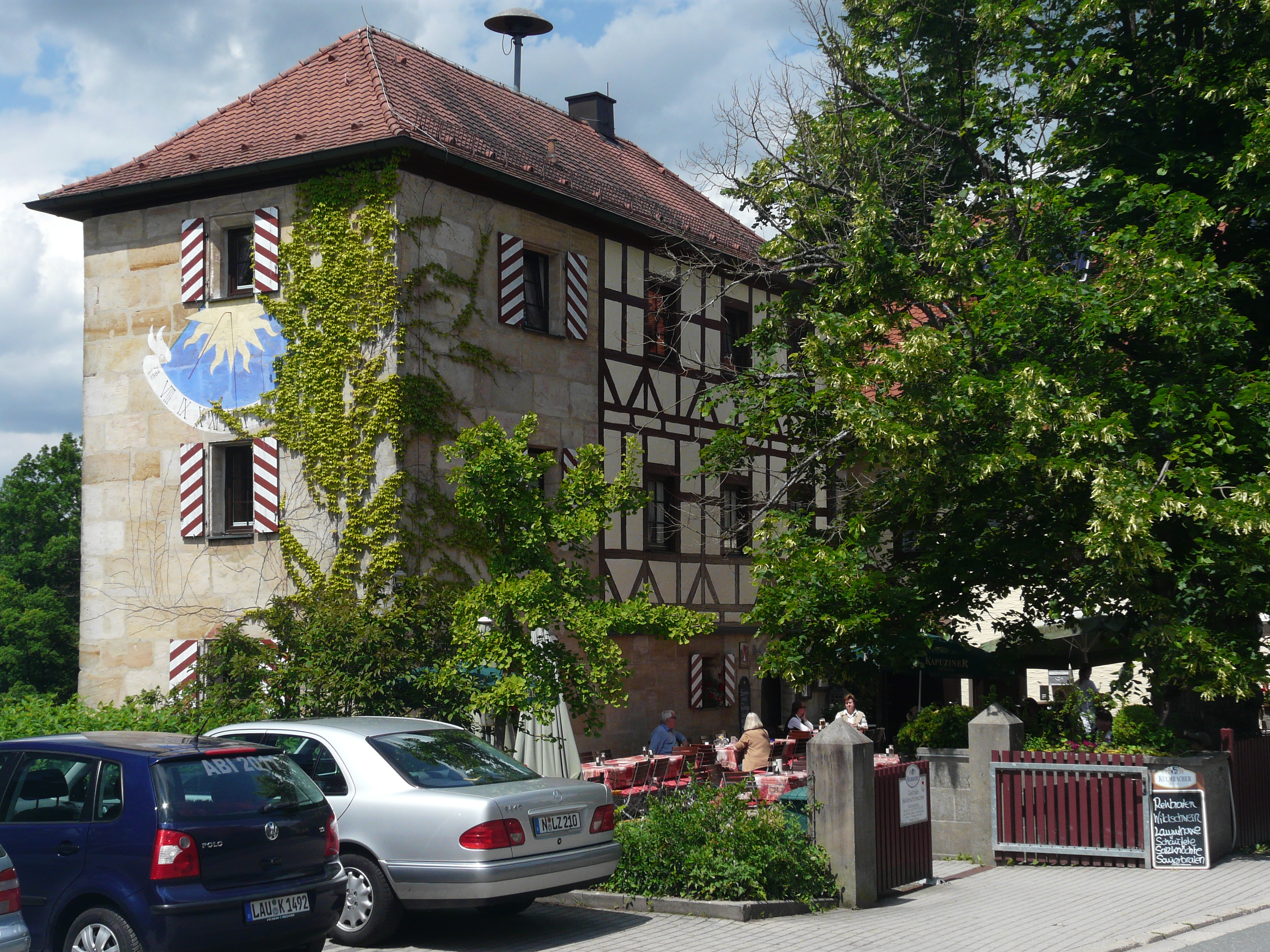
Das Hallerschlösschen in Nuschelberg

Sebastian Cammerer (aus der Familie Kämmerer, die in Nürnberg zu den Familien der „Ehrbarkeit“ und damit nicht zum Nürnberger Patriziat, sondern zum Zweiten Stand zählte) erwarb im Jahre 1534 zwei dieser Höfe zum Kaufpreis von 1010 Gulden und errichtete anstelle des alten Gehöftes einen Herrensitz. Im Zweiten Markgrafenkrieg (1553) wurde das Anwesen beschädigt und später wiederaufgebaut. Der nach einer nachfolgenden Besitzerfamilie, den Haller von Hallerstein (1766–1815), „Hallerschlösschen“ genannte Herrensitz steht noch. Der Turmbau mit Fachwerkanbau und Steinsockel steht unter Denkmalschutz und wird als Gaststätte genutzt.
Schon im Mittelalter existierte eine Forsthube im Ortsgebiet von Günthersbühl. Sie diente der Verwaltung eines Forstbezirkes im Sebalder Reichswald.

### 20. Jahrhundert
Im 20. Jahrhundert wurde in Nuschelberg eine Brotfabrik errichtet. Das dort gebackene Brot war in der ganzen Region bekannt.
Am 1. Juli 1971 wurde die Gemeinde Günthersbühl mit Nuschelberg in die Kreisstadt Lauf an der Pegnitz eingemeindet.

## Politische Zugehörigkeiten
- Reichsamt Heroldsberg (bis 1279)
- Gericht und Amt Neunhof (bis 1405)
- Pflegamt Lauf (seit 1504)
- preußische Besatzung (1796 bis 1810)
- Königreich Bayern (ab 1811)
- Bezirk Erlangen (bis 1843)
- Bezirk Lauf (ab 1843)
- Stadt Lauf (ab 1971)

## Landschaftsschutzgebiet Nuschelberg
Mit Ausnahme der bebauten Fläche liegt das gesamte Gebiet im Landschaftsschutzgebiet Nuschelberg (LSG-00190.01).

## Persönlichkeiten
- Johann Georg Friedrich Haas (* 18. Oktober 1846 in Nuschelberg; † 22. August 1912 in München), Jurist und Politiker